# Филипийска базилика C
Филипийската базилика C или Музейната базилика (на гръцки: Βασιλική Γ Φιλλίπων) е археологически обект в античния македонски град Филипи, Гърция.

## История
Базилика C е построена във Филипи в първата четвърт на VI век. Издигната е на по-ниските склонове на акропола, северозападно от форума. Понякога е наричана Музейната базилика, защото е открита по време на строителните дейности на Археологическия музей. В средата на VI век има втора фаза на строителството, при която базиликата е разширена.